# Garde rapprochée du souverain britannique
La Garde rapprochée du souverain est créée en 1509 par le roi Henri VIII (1491-1547). Cette troupe doit alors fournir une escorte à cheval pour protéger le souverain pendant les batailles et lors de ses déplacements dans le pays.

## Historique
Après 1526, le corps commence à avoir des fonctions officielles à la cour, à pieds, portant une hache d’armes, comme ils le font encore de nos jours. Le corps sert pour la dernière fois de garde rapprochée au roi Charles Ier (1600- exécuté en 1649), au cours de la bataille de Naseby, le 14 juin 1645, pendant la guerre civile de 1642-1649 qui met fin à la monarchie absolue et amène au pouvoir Olivier Cromwell (1599-1658) en 1653.

## Rôle
De nos jours le corps des gentilshommes d’armes assure des fonctions protocolaires lors des grands événements de la monarchie :
- ouverture officielle de la session parlementaire ;
- accueil des chefs d’État ;
- cérémonies de l’ordre de la Jarretière au château de Windsor ;
- réception nocturne donnée par le roi à l’attention du corps diplomatique ;
- cérémonies des ordres de chevalerie présidées par la reine.

Les gentilshommes sont également de service pendant les garden parties du roi où ils forment une haie d’honneur pour les membres de la famille royale.

## Composition
L’honorable Corps comprend cinq officiers (le Captain, le Lieutenant, le Standard Bearer – le porte-drapeau, le Clerk of the Cheque – le greffier - et le Harbinger – le messager) et 27 Gentlemen ou gentilshommes.
Le choix du capitaine (captain) est politique ; il s’agit toujours du Chief Whip, chargé de la discipline, de la Chambre des lords, actuellement le Baron Kennedy de Southwark. 
Tous les autres membres sont d’anciens officiers supérieurs choisis pour leurs mérites et leurs états de service.

## Uniforme

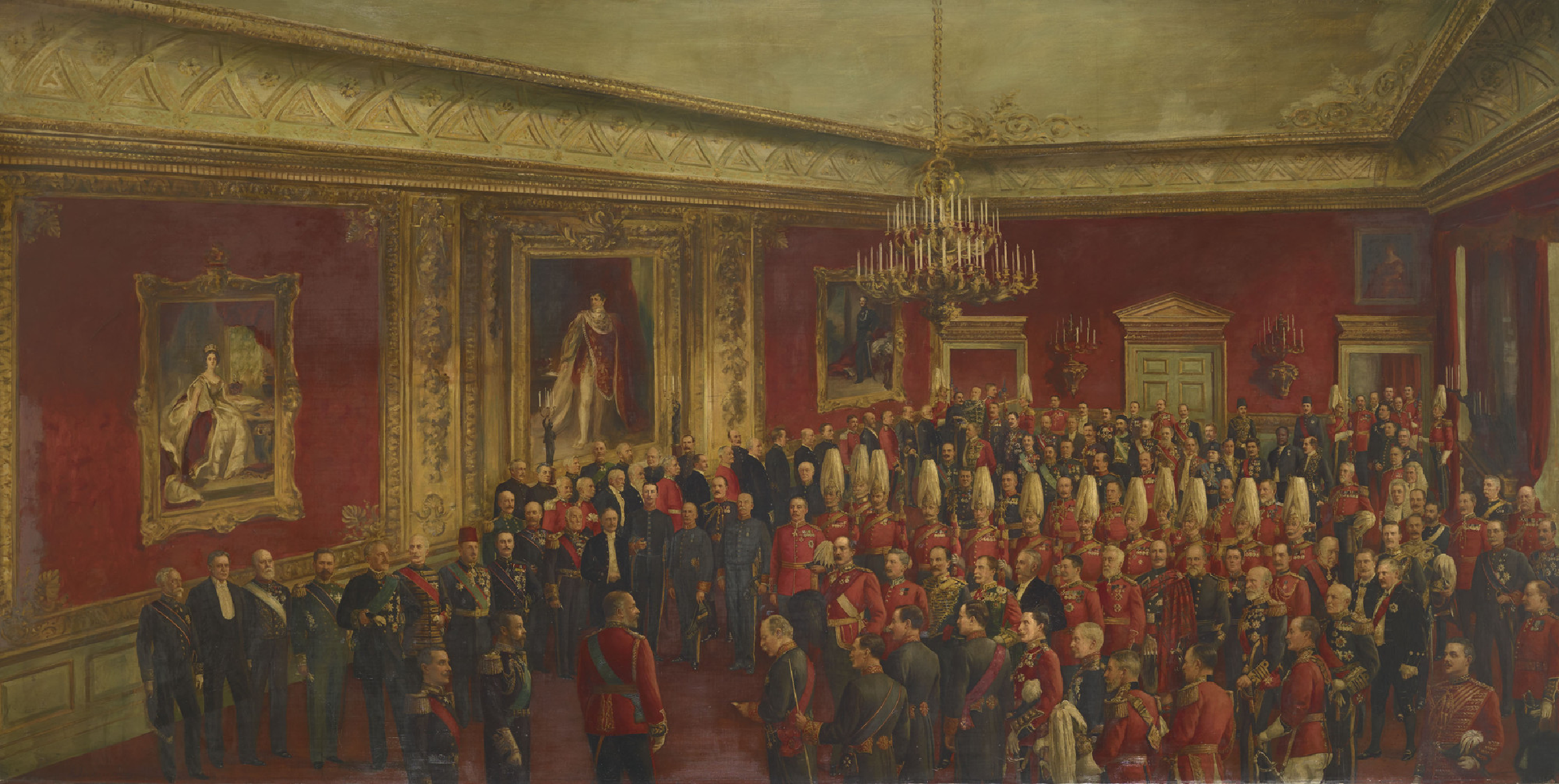
La garde rapprochée d'Édouard VII en 1902 : elle se tient au centre de la salle du trône et à proximité des deux entrées.

Les Gentilshommes d’armes portent l’uniforme des officiers des Dragons lourds de 1840. Il comprend une veste écarlate avec parements de col et de manches, de couleur bleu Jarretière, sur lesquels est brodé l’insigne Portcullis de la dynastie des Tudor. Le pantalon est de couleur bleu nuit avec une bande en or verticale. Ils portent l’épée de cavalerie et des haches d’armes vieilles de 300 ans. Le casque, surmonté de plumes de cygne blanc, est toujours porté en service, même à l’église.
Les officiers portent une aiguillette à l’épaule droite.
Le colonel David Smiley a été gentilhomme du 28 janvier 1966 au 26 mars 1968.

## Sources et liens
- (en) Site officiel de la monarchie britannique ; page consacrée aux Gentlemen at arms de la Garde de la Reine
- (en) Site non officiel
- (en) Site officiel du gouvernement mentionnant notamment le chief Whip de la Chambre des lords